# Како су козаци олимпијци постали
Како су козаци олимпијци постали је 5. епизода цртаног филма Козаци. Снимљена је 1978. године. Режисер је био Владимир Дахно.

## Кратак садржај
Бог рата Марс изазива рат због кога Зевс на Олимпу не може да спава. Зевс покушава зауставити рат тамом и потопом, али Марс рат наставља великим лампама и бродовима. Затим је Зевс направио терен за олимпијске игре, али га је Марс користио као тврђаву. Најзад је Зевс наредио Хаду да га зароби у подземље, што је и учинио. Козаци су за то вријеме примијетили терен за ОИ. Марс је преварио једног заробљеника и побјегао из подземља. Изашао је у рупи код козака. Они су га видјели и почели се борити c њим у многим вјештинама. На крају су га пратили до Олимпа гдје је почео бокс. Козаци су побиједили а Зевс им је бацио златне вијенце око врата.